# Opération rideau de fer
Opération rideau de fer est la cinquième histoire des aventures de la série Buck Danny « Classic ». Elle est publiée sous forme d'album en 2018. L'histoire est scénarisée par Frédéric Zumbiehl et dessinée par Jean-Michel Arroyo.

## Univers

### Résumé
L'histoire se déroule peu après l'épisode "Tigres volants contre pirates" .
Début octobre 1961, le professeur Iarmolenko travaille sur un prototype de bombardier nucléaire trisonique pour le bureau d'études OKB-256 de Pavel Tsibine: le Tsibine R-020. mais le troisième prototype explose en vol en présence du camarade Yenitsef du KGB. Le soir même les plans de l'avion sont photographiés en secret par Iarmolenko.
Le lendemain, sur l'USS Saratoga en baie de Gênes, Buck, Tumbler et Sonny sont convoqués par l'amiral Mc Donald qui dirige le navire. Ils sont mutés dans l'USAF sur la Base aérienne de Ramstein pour contrer les violations de l'espace aérien par l'URSS pendant la construction du mur de Berlin.
Deux jours plus tard, à la frontière Finlandaise de l'URSS, Iarmolenko, avant son passage à l'ouest, confie les microfilms des plans du R-020 à un certain Schmitzer, un espion est-allemand. Iarmolenko tombe ensuite dans un piège et se fait tuer par un homme qui a pris son apparence et joue désormais son rôle.
De leur côté, Buck et ses deux compères se retrouvent à Ramstein et font leur première sortie à bord de F-104 Starfighter sous le brouillard. Ils rencontrent rapidement des chasseurs MIG-21 ennemis et Sonny en provoquant un s'égare en territoire communiste où il se fait finalement toucher par un missile. Il atterrit en urgence sur la neige juste derrière le rideau de fer en RDA. De retour à Ramstein, Buck est alerté de la disparition de Sonny en territoire ennemi avec peu d'espoir de le retrouver.
Le faux Iarmolenko ayant rejoint Langley, le QG de la CIA, il passe sans encombre le détecteur de mensonges et offre des microfilms du prototype de Tsibine (mais obsolètes) contre son implication dans le projet d'avion espion trisonique A12 Oxcart.
Sous la neige, Sonny est recherché par toutes les forces est-allemandes, il se réfugie dans une ferme mais se fait débusquer par la Volkspolizei. Il maitrise les deux agents et s’empare de leur voiture puis se dirige vers la frontière en prévenant par radio Buck qui est alors présent dans la tour de contrôle de Ramstein. Buck et Tumbler empruntent un piper pour aller sauver leur ami. Ils le récupérant in extremis dans un champ neigeux de la RDA, ils reviennent après quelques péripéties à Ramstein.

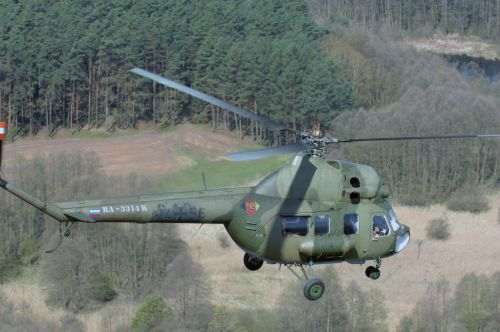
Helicopter Mi-2 de la Nationale Volksarmee est-allemande

Sur la base aérienne de Burbank, quelques jours après, le faux Iarmolenko est présenté à Clarence Kelly Johnson, ingénieur en chef chez Lockheed chargé du projet A12 Oxcart. Slim Hudson, le pilote d'essai de l'A12 est révolté de son arrivée dans l'équipe. Pendant ce temps, en Russie, Yenitsef engage la mercenaire Lady X comme pilote d'essai du Tsibine R-020. Markus Wolf, chef du contre-espionnage est-allemand soupçonne Werner Schmitzer d'être une taupe dans ses services. Ce sentant menacé, il cherche à passer à l'ouest avec les microfilms comme monnaie d'échange. Le chef de la CIA comprend que Iarmolenko leur a fourni des plans obsolètes et veut récupérer les vrais. Il se sert de Buck, Sonny et Tumbler pour aller chercher Schmitzer en hélicoptère H-34 de l'autre côté du mur. Mais un espion s'est infiltré dans l'équipage et Schmitzer est abattu quand il monte à bord. Endommagé par les forces ennemies, le H-34 arrive à éviter les chasseurs MIG-21 et de justesse l'hélicoptère MI-2 de Wolf à leur poursuite. Schmitzer donne les microfilms à Sonny avant de mourir puis Buck pose l'hélicoptère à 100 km de la frontière avant que les trois coéquipiers ne n'enfuient dans les bois poursuivis par Wolf et les chiens de la Volkspolizei...

### Avions
- Tsybin R-020
- Vought F-8 Crusader
- Fairchild C-123 Provider
- Lockheed F-104 Starfighter
- Mikoyan-Gourevitch MiG-21
- Piper Cub
- North American F-100 Super Sabre
- Lockheed U-2
- Douglas C-118 Liftmaster
- Sikorsky H-34
- Mil Mi-2

### Personnages
- Lady X
- professeur Tsybin
- professeur Iarmolenko
- Marcus Wolf

## Historique
L'action se déroule en pleine Guerre froide,, c'est la première partie d’un diptyque qui se conclut avec l'album Alerte rouge.